# Notstandsgesetzgebung in den Vereinigten Staaten
Die Notstandsgesetzgebung in den Vereinigten Staaten von Amerika wird geregelt durch das National Emergencies Act (Title 50 of the United States Code, Kapitel 34, § 1601–1651). Dieses Bundesgesetz trat am 14. September 1976 in Kraft und ermächtigt die US-Präsidenten, in einem Krisenfall Dekrete mit besonderer Wirkung zu erlassen, ohne dass dazu ein Gesetzgebungsverfahren im Kongress angestrengt werden muss. Das National Emergencies Act schränkte 1976 zugleich die bis dahin unzureichend geregelte Machtfülle des Präsidenten im Notfall stark ein und gab formelle Regeln vor, die bei der Formulierung eines Notstands beachtet werden sollen.

## Geschichte
Der erste amerikanische Präsident, der je einen Notstand ausrief, war Abraham Lincoln während des Sezessionskriegs. Woodrow Wilson war der erste Präsident, der 1917 zwei Monate vor dem Eintritt der USA in den Ersten Weltkrieg eine offizielle Notstandsproklamation zur Steigerung der Frachtkapazitäten im Schiffsverkehr nutzte. Diese lief 1921 aus. Es folgten drei Notstandserklärungen von Franklin Roosevelt während der Weltwirtschaftskrise sowie angesichts der Bedrohung im Zweiten Weltkrieg; anschließend benutzte auch Präsident Truman im Koreakrieg den Sonderweg der Erklärung eines Notstands, um ohne parlamentarische Aufsicht Dekrete zu erlassen. Unter anderem verstaatlichte er 1952 ein bestreiktes Stahlwerk, um dessen Produktion am Laufen zu halten, was zu einem Rechtsstreit seiner Regierung mit den Eigentümern des Werks führte. Der Oberste Gerichtshof entschied, dass Truman für seine Entscheidung weitergehende Vollmachten durch den Kongress benötigt hätte – er machte daraufhin diese Verstaatlichung rückgängig. Es folgten noch zwei weitere Notstandserklärungen durch Präsident Nixon. Eine Untersuchung des Senats stellte 1973 fest, dass vier weitreichende Notstandserklärungen (von 1933, 1950, 1970 und 1971) noch in Kraft seien, und es wurde durch die Legislative befürchtet, dass die Erklärung eines Notstands einer künftigen Exekutive die Machtfülle für alle möglichen Notstandsdekrete verleihen könnte.
Daher wurde eine Zweckbindung des Notstands beschlossen und die Regelungen im National Emergencies Act gebündelt. Zugleich wurden alle bis dahin erklärten Notstände nach Ablauf einer Frist von zwei Jahren aufgehoben. Seit 1979 wurden die meisten Notstände nicht mehr per Proklamation, sondern per Executive Order ausgegeben. Jeder US-Präsident machte seither von der Möglichkeit der Notstandsgesetzgebung Gebrauch, zumeist um internationale Sanktionen innenpolitisch zu verankern, sowie um bestimmte Rüstungsexporte zu beschränken. 2019 waren 31 von insgesamt 58 Notständen auf Basis des National Emergencies Act weiterhin in Kraft, da das Weiße Haus sie regelmäßig erneuerte. Mit Stand Juli 2025 sind 48 von 83 erklärten Notständen weiterhin in Kraft.
Bei den zwei Notständen, die 2001 als Teil des Krieg gegen den Terror erklärt wurden, handelte es sich bis 2024 um die Notstände mit den weitreichendsten Auswirkungen. Auf Basis dieser Notstände wurde sogar der Kampf gegen Terrororganisationen legitimiert, die gar nicht zu dem Notstand beigetragen hatten, etwa gegen den Islamischen Staat, der 2001 nicht einmal existierte. Nach einem Jahrzehnt des Bestehens dieser Ausnahmesituation mehrte sich Kritik daran, dass diese Situation weiter hingenommen wurde. Berichten zufolge waren Vertreter der Legislative jedoch mit der herrschenden Regelung zufrieden, da sie keine neuen umfassenden Gesetzesberatungen nötig machte, und die Exekutive war mit der sehr weitreichenden Gewaltenübertragung ebenfalls einverstanden.

## Regelungen
Das National Emergencies Act definiert 136 Notstandsbefugnisse, auf welche sich der Präsident sachbezogen bei der Ausrufung eines Notstands und bei der Verfassung von Dekreten berufen muss. Zuvor hatte die Untersuchung des Senats 470–500 bundesrechtliche Befugnisse gefunden, die ein Präsident anwenden könnte oder dies bereits getan hatte. Mehrere dieser Befugnisse wurden dem Präsidenten ausdrücklich entzogen. Zur Anwendung der 137 definierten Notstandsbefugnisse genügt die einseitige Erklärung der Regierung, dass ein Notstand vorliege und diese Befugnisse nun ausgeübt würden. In der Erklärung des Notfalls muss allerdings genau beschrieben werden, nach welchem Gesetzesstatut gehandelt wird. Um zusätzliche Befugnisse und Rechtsvorschriften anzuwenden, ist eine Änderung der Notstandsdeklaration erforderlich; solche Anpassungen kamen insbesondere bei langjährigen Notständen regelmäßig vor.
13 weitere Sonderbefugnisse bedürfen einer ausdrücklichen Zustimmung durch den Kongress. Dieses betrifft etwa die Aufhebung von Bundesgesetzen zu chemischen und biologischen Waffen; die Aufhebung von Bundesgesetzen zur Luftverschmutzung; die Genehmigung von militärischen Großprojekten, welche den Verteidigungsetat überschreiten; oder die Reaktivierung pensionierter Streitkräfte.
Ein Notstand ist so lange in Kraft, bis er entweder durch die Regierung für beendet erklärt wird, oder wenn er nicht länger jährlich erneuert wird. Ferner darf auch der Kongress mit einer Joint Resolution einen erklärten Notstand ganz ohne Mitsprache der Regierung beenden.
Alle sechs Monate sollen bestehende Notstände durch den Gesetzgeber geprüft werden, und Behörden sind verpflichtet, ebenfalls alle sechs Monate einen Bericht abzugeben, aus welchem Kosten und Ergebnisse hervorgehen. Diesen Pflichten kamen weder der Kongress noch der Präsident und seine Bundesbehörden jemals seit Bestehen des National Emergencies Act nach.

## Liste der Notstände
Die erste Tabelle listet die Notstände auf, die von Präsidenten noch ohne gesetzlichen Rahmen ausgerufen und verhängt wurden:
| Präsident             | Beginn            | Ende               | Dokument          | Name (übersetzt) | Beschreibung |
| --------------------- | ----------------- | ------------------ | ----------------- | --- | --- |
| Woodrow Wilson        | 5. Februar 1917   | 3. März 1921       | Proclamation 1354 | Notstand im Wassertransport der Vereinigten Staaten | Notstand aufgrund ungenügender Frachtkapazitäten für produzierte Agrarprodukte, Rohstoffe und Erzeugnisse |
| Franklin D. Roosevelt | 6. März 1933      | 14. September 1978 | Proclamation 2039 | Erklärung eines Bankfeiertags | Bankfeiertag vom 6. bis 9. März 1933. Der Notstand blieb vier Jahrzehnte in Kraft. |
| Franklin D. Roosevelt | 8. September 1939 | 28. April 1952     | Proclamation 2352 | Erklärung eines Nationalen Notstands bei der Beachtung, Sicherung und Durchführung von Neutralität und Stärkung der Nationalen Verteidigung unter Beachtung von Vollmachten in Friedenszeiten                                                                                                  | |
| Franklin D. Roosevelt | 27. May 1941      | 28. April 1952     | Proclamation 2487 | Erklärung, dass sich eine Unbeschränkte Nationale Notlage diesem Land Entgegenstellt, welche Bedingt, dass sein Militär, See-, Luft- und Zivilverteidigung in Einsatzbereitschaft Versetzt wird, um Jegliche Taten und Drohungen gegen Jeglichen Teil der Westlichen Hemisphäre zurückzuweisen | unbeschränkter Notstand aufgrund der Drohkulisse durch Nazi-Deutschland |
| Harry S. Truman       | 16. Dezember 1950 | 14. September 1978 | Proclamation 2914 | Erklärung der Existenz eines Nationalen Notstands | Notstand zur Bekämpfung der kommunistischen Bedrohung (im Koreakrieg); der Notstand blieb 26 Jahre in Kraft. |
| Richard Nixon         | 23. März 1970     | 14. September 1978 | Proclamation 3972 | Erklärung eines Nationalen Notstands | Reaktion auf den Poststreik von 1970: 24.000 Militärangehörige wurden zum Postdienst abgestellt, bis eine Einigung mit den illegal streikenden Postangestellten erzielt werden konnte. Im Folgejahr erfolgte eine Reform des Postwesens. Der Notstand blieb in Kraft. |
| Richard Nixon         | 15. August 1971   | 14. September 1978 | Proclamation 4074 | Auferlegung von Zusätzlichen Zöllen zum Ausgleich des Zahlungsverkehrs | Führte Importkontrollen ein, um den Nixon-Schock abzufedern. Der Notstand blieb in Kraft. |

Die zweite Tabelle listet alle Notstände auf, die auf dem National Emergency Act von 1976 basieren. Mit gelistet werden die jeweiligen Executive Orders (EO), mit denen die Notstände begründet, modifiziert oder aufgehoben wurden.
| Präsident         | Beginn             | Ende               | Dokument                                                                      | Name (Übertragung aus dem Englischen) | Beschreibung |
| ----------------- | ------------------ | ------------------ | ----------------------------------------------------------------------------- | --- | --- |
| Carter            | 14. November 1979  | ist noch in Kraft  | EO 12170                                                                      | Sperrung von Iranischem Regierungseigentum | US-Sanktionen gegen Iran, als Teil der US-Antwort auf die Geiselnahme von Teheran. Ältester geltender Notstand. |
| Carter            | 17. April 1980     | 17. April 1981     | EO 12211, EO 12282                                                            | Weitergehende Beschränkung von Transaktionen mit Iran | Einschränkungen zum 19. January 1981 aufgehoben, der Notstand lief nach Jahresfrist ohne ausdrückliche Aufhebung oder Verlängerung aus |
| Ronald Reagan     | 14. Oktober 1983   | 20. Dezember 1983  | EO 12444, EO 12451                                                            | Fortführung von Exportkontroll-Bestimmungen | Das Export Administration Act lief aus, weshalb der Präsident dessen Bestimmungen bis zur Wiedereinsetzung des Gesetzes überbrückte. |
| Ronald Reagan     | 30. März 1984      | 12. Juli 1985      | EO 12470, EO 12525                                                            | Fortführung von Exportkontroll-Bestimmungen | Das Export Administration Act lief aus, weshalb der Präsident dessen Bestimmungen bis zur Wiedereinsetzung des Gesetzes überbrückte. |
| Ronald Reagan     | 1. Mai 1985        | 13. März 1990      | EO 12513, EO 12707                                                            | Verbot von Handel und Bestimmten Anderen Transaktionen mit Nicaragua | US-Embargo gegen Nicaragua nach den Parlamentswahlen in Nicaragua 1984. Weil die von Reagan unterstützten Contras verloren hatten, betrachtete er die Wahlen als undemokratisch. |
| Ronald Reagan     | 9. September 1985  | 10. Juli 1991      | EO 12532, EO 12769                                                            | Verbot von Handel und Bestimmten Anderen Transaktionen mit Südafrika | US-Embargo gegen das Apartheid-Regime. |
| Ronald Reagan     | 7. Januar 1986     | 20. September 2004 | EO 12543, EO 13357                                                            | Verbot von Handel und Bestimmten Transaktionen mit Libyen | US-Sanktionen gegen Libyen, als Reaktion auf die Terrorattacken in Wien und Rom am 27. Dezember 1985. |
| Ronald Reagan     | 8. April 1988      | 5. April 1990      | EO 12635, EO 12710                                                            | Verbot von Bestimmten Transaktionen mit Panama | US-Sanktionen gegen das zuvor von Reagan unterstützte Regime des Generals Manuel Noriega, gefolgt von der US-Invasion in Panama 1989/90. |
| George H. W. Bush | 2. August 1990     | 29. Juli 2004      | EO 12722, EO 13350                                                            | Sperrung von Irakischem Regierungseigentum und Verbot von Transaktionen mit Irak | US-Sanktionen gegen Irak als Reaktion auf den Zweiten Golfkrieg |
| George H. W. Bush | 30. September 1990 | 30. September 1993 | EO 12730, EO 12867                                                            | Fortführung von Exportkontroll-Bestimmungen | Das Export Administration Act lief erneut aus, s. o. |
| George H. W. Bush | 16. November 1990  | 11. November 1994  | EO 12735, EO 12938                                                            | Verbreitung von Chemischen und Biologischen Waffen | Nach dem Chemiewaffenabkommen mit der UdSSR 1990: Präsident Bush veranlasste die Vernichtung eines Großteils des US-Chemiewaffen-Arsenals. |
| George H. W. Bush | 4. Oktober 1991    | 14. Oktober 1994   | EO 12775, EO 12914, EO 12932                                                  | Verbot von bestimmten Transaktionen mit Haiti | US-Sanktionen nach dem Putsch in Haiti gegen Jean-Bertrand Aristide |
| George H. W. Bush | 30. Mai 1992       | 28. Mai 2003       | EO 12808, EO 13304                                                            | Sperrung von Eigentum der „Jugoslawischen Regierung“ und Eigentum der Regierung von Serbien und Montenegro | US-Sanktionen nach Beginn des Bosnienkriegs |
| Bill Clinton      | 26. September 1993 | 6. Mai 2003        | EO 12865, EO 13298                                                            | Verbot von Bestimmten Transaktionen mit UNITA | US-Sanktionen gegen die UNITA-Miliz in Angola |
| Bill Clinton      | 30. September 1993 | 20. September 1994 | EO 12868, EO 12930                                                            | Maßnahmen zur Beschränkung von US-Personen in der Waffen-Weiterverbreitung | Selbstbeschränkung der US-Entwicklung auf dem Gebiet von nuklearen und chemischen Waffen |
| Bill Clinton      | 30. Juni 1994      | 19. August 1994    | EO 12923, EO 12924                                                            | Fortführung von Exportkontroll-Bestimmungen | Das Export Administration Act lief erneut aus, s. o. |
| Bill Clinton      | 19. August 1994    | 4. April 2001      | EO 12924, EO 13206                                                            | Weiterführung von Exportkontroll-Bestimmungen | Aufhebung und Ergänzung der Bestimmungen eines vorherigen Notstands |
| Bill Clinton      | 29. September 1994 | 14. November 1994  | EO 12930, EO 12938                                                            | Maßnahmen zur Beschränkung von US-Personen in der Waffen-Weiterverbreitung | Aufhebung und Ergänzung der Bestimmungen eines vorherigen Notstands |
| Bill Clinton      | 25. Oktober 1994   | 28. Mai 2003       | EO 12934, EO 13304                                                            | Sperrung von Eigentum sowie Zusätzliche Maßnahmen mit Bezug auf die Bosnisch-Serbischen Gebiete der Republik Bosnien und Herzegowina | US-Sanktionen während des sich verschärfenden Bosnienkriegs |
| Bill Clinton      | 14. November 1994  | ist noch in Kraft  | EO 12938, EO 12938, EO 13382                                                  | Weiterverbreitung von Massenvernichtungswaffen | Zusammenlegung zweier vorheriger Notstände zum Exportverbot von Massenvernichtungswaffen; wurde zweimal nachgeschärft |
| Bill Clinton      | 23. Januar 1995    | 10. September 2019 | EO 12947, EO 13099, EO 13372, EO 13886                                        | Verbot von Bestimmten Transaktionen mit Terroristen, welche Störungen im Nahost-Friedensprozess Androhen | US-Sanktionen gegen „Speziell designierte Terroristen“, hierzu gehören: ANO, Hisbollah, DFLP, Hamas und PFLP. Reaktion auf den Terroranschlag vom 22. Januar 1995 in Jerusalem. |
| Bill Clinton      | 15. März 1995      | ist noch in Kraft  | EO 12957, EO 12959, EO 13059, EO 13553, EO 13846, EO 13902, EO 13949          | Verbot von Bestimmten Transaktionen mit Bezug auf die Förderung von Iranischen Öl-Ressourcen | US-Sanktion gegen Iran, vereitelte ein Geschäft von Conoco mit dem Iran, wurde mehrfach nachgebessert. |
| Bill Clinton      | 21. Oktober 1995   | ist noch in Kraft  | EO 12978, EO 13286                                                            | Sperrung von Besitz und Verbot von Transaktionen mit Bedeutenden Drogenhändlern | US-Sanktionen gegen kolumbianische Drogenkartelle als Reaktion auf Geldwäscheoperationen gemeinsam mit US-Unternehmen |
| Bill Clinton      | 1. März 1996       | ist noch in Kraft  | Proclamations 6867, 7757, 9398, 9699                                          | Regulierung von Schiffsbewegungen und -ankerungen mit Bezug zu Kuba | Reaktion auf den Abschuss von zwei Flugzeugen einer kubanischen Widerstandsgruppe in Kuba. Mehrfach nachgebessert. |
| Bill Clinton      | 20. Mai 1997       | 7. Oktober 2016    | EO 13047, EO 13310, EO 13448, EO 13464, EO 13619, EO 13742                    | Verbot Neuer Investitionen in Birma | US-Sanktionen gegen die Junta in Myanmar, welche seit 1994 schrittweise ihre Macht konsolidiert hatte |
| Bill Clinton      | 3. November 1997   | ist noch in Kraft  | EO 13067, EO 13400, EO 13761                                                  | Sperrung von Regierungsbesitz des Sudan und Verbot von Transaktionen mit Sudan | US-Sanktionen und -Embargo gegen den Sudan, zuletzt teilweise gelockert |
| Bill Clinton      | 9. Juni 1998       | 28. Mai 2003       | EO 13088, EO 13304                                                            | Sperrung von Regierungsbesitz der Bundesrepublik von Jugoslawien (Serbien und Montenegro), der Republik Serbien, der Republik Montenegro, und Verbot von Neuen Investitionen in der Republik Serbien als Reaktion auf die Lage im Kosovo | US-Sanktionen gegen Serbien und Montenegro während des Kosovokriegs |
| Bill Clinton      | 4. Juli 1999       | 2. Juli 2002       | EO 13129, EO 13258                                                            | Sperrung von Besitz und Verbot von Transaktionen mit den Taliban | US-Sanktionen gegen die Machthaber von Afghanistan, die Taliban; aufgehoben nach dem Sturz der Talibanregierung |
| Bill Clinton      | 21. Juni 2000      | 25. Juni 2012      | EO 13159, EO 13617                                                            | Sperrung von Regierungsbesitz der Russischen Föderation mit Bezug auf den Verbleib von Hochangereichertem Uranium aus Nuklearwaffen. | gezielte US-Sanktionen gegen Russland; wurden von neuem Notstand abgelöst |
| Bill Clinton      | 18. Januar 2001    | 15. Januar 2004    | EO 13194, EO 13224                                                            | Verbot des Imports von Rohdiamanten aus Sierra Leone | US-Sanktionen als Reaktion auf das Geschäft mit Blutdiamanten |
| Bush              | 26. Juni 2001      | ist noch in Kraft  | EO 13219, EO 13304                                                            | Sperrung von Besitz von Personen, welche Störungen in den Internationalen Stabilisierungsbemühungen im Westbalkan Androhen | US-Sanktionen gegen die UÇK-Miliz, die vom späteren Nordmazedonien aus das Abkommen von Dayton verletzten. Nach dem Rahmenabkommen von Ohrid angepasst. |
| Bush              | 17. August 2001    | ist noch in Kraft  | EO 13222, EO 13637                                                            | Weiterführung von Exportkontroll-Bestimmungen | Das Export Administration Act lief erneut aus, s. o. Das Dekret wurde 2013 angepasst; und muss seit 2018 permanent verlängert werden, da das Export Administration Act endgültig vom Kongress aufgehoben wurde. |
| Bush              | 14. September 2001 | ist noch in Kraft  | Proclamation 7463, EO 13223, EO 13235, EO 13253, EO 13286, EO 13321, EO 13814 | Erklärung der Nationalen Notlage Aufgrund Bestimmter Terroristischer Angriffe | Aus Reaktion auf die Terroranschläge am 11. September 2001 wurden pensionierte Nationalgardisten aus dem Ruhestand geholt, Umschichtungen im Militärbudget nach Belieben des Präsidenten bewilligt, neue Vorschriften bei der Rekrutierung im Militär erlassen, und mehr Generäle befördert, als zuvor erlaubt war.                             |
| Bush              | 23. September 2001 | ist noch in Kraft  | EO 13224, EO 13268, EO 13284, EO 13372, EO 13886                              | Sperrung von Besitz und Verbot von Transaktionen mit Personen, Die Terrorismus Begehen, Unterstützen oder Damit Drohen | US-Sanktionen gegen Terroristen aller Art als weitergehende Reaktion (Krieg gegen den Terror) auf den 11. September 2001. Die Listen der sanktionierten Terrororganisationen obliegen dem Schatzamt des Finanzministeriums, welches sich (seit 2003) mit dem Heimatschutzministerium abstimmt.                                                  |
| Bush              | 6. März 2003       | 4. März 2024       | EO 13288, EO 13391                                                            | Sperrung von Besitz von Personen, welche Demokratische Prozesse oder Institutionen in Zimbabwe untergraben | US-Sanktionen gegen Robert Mugabe und Vertreter seiner Regierung; als Reaktion auf Wahlfälschungen und Hungersnöte in Zimbabwe |
| Bush              | 22. Mai 2003       | ist noch in Kraft  | EO 13303, EO 13315, EO 13668                                                  | Schutz des Entwicklungsfonds für Irak und Bestimmten Anderen Besitz, an dem Irakisches Interesse Besteht | Erstellte einen Entwicklungsfond für den Irak, und sicherte diesen während des Irakkriegs ab |
| Bush              | 11. Mai 2004       | 1. Juli 2025       | EO 13338, EO 13460, EO 13572, EO 13573                                        | Sperrung von Besitz Bestimmter Personen und Verbot des Exports Bestimmter Güter nach Syrien | US-Sanktionen gegen Syrien, einschließlich der Einschränkung von Flugbewegungen, Einfrieren syrischer Gelder und Exportstopp für alle Waren mit Ausnahme von Nahrung und Medizin |
| Bush              | 22. Juli 2004      | 12. November 2015  | EO 13348, EO 13710                                                            | Sperrung von Besitz Bestimmter Personen und Verbot des Imports Bestimmter Güter von Liberia | US-Sanktionen gegen Liberia |
| Bush              | 8. September 2005  | 3. November 2005   | Proclamations 7924, 7959                                                      | Suspendierung von Unterkapitel IV von Kapitel 31 von Title 40 United States Code, Innerhalb Beschränkter Geografischer Gebiete, als Antwort auf den Nationalen Notfall Verursacht durch Hurrikan Katrina                                 | Umstritten bei der Einordnung: Bei der Ausrufung des Notstands wurde der National Emergency Act, womöglich versehentlich, nicht angerufen (stattdessen andere Notstandsgesetze); dagegen wurde bei der Aufhebung ausdrücklich erwähnt, dass man sich darauf berufen habe.                                                                       |
| Bush              | 7. Februar 2006    | 14. September 2016 | EO 13396, EO 13739                                                            | Sperrung von Besitz Bestimmter Personen, die zum Konflikt in Elfenbeinküste Beitragen | US-Sanktionen gegen Elfenbeinküste |
| Bush              | 16. Juni 2006      | ist noch in Kraft  | EO 13405                                                                      | Sperrung von Besitz Bestimmter Personen, welche Demokratische Prozesse oder Institutionen in Belarus Untergraben | US-Sanktionen und Reisebeschränkungen für Alexander Lukaschenko nach der Präsidentschaftswahl in Belarus 2006 |
| Bush              | 27. Oktober 2006   | ist noch in Kraft  | EO 13413, EO 13671                                                            | Sperrung von Besitz Bestimmter Personen, die zum Konflikt in Demokratischen Republik Kongo Beitragen | US-Sanktionen gegen Regierungsmitglieder der DR Kongo nach Ausschreitungen vor den Wahlen in der Demokratischen Republik Kongo 2006 |
| Bush              | 1. August 2007     | ist noch in Kraft  | EO 13441                                                                      | Sperrung von Besitz von Personen, welche die Souveränität des Libanon oder Dessen Demokratische Prozesse oder Institutionen Untergraben                                                                                                  | US-Sanktionen gegen Syrien und Hisbollah, Ausschreitungen im Land fanden in der Zeit von Mai bis September des Jahres statt |
| Bush              | 26. Juni 2008      | ist noch in Kraft  | EO 13466, EO 13551, EO 13722, EO 13810                                        | Fortführung Bestimmer Beschränkungen Mit Bezug auf Nordkorea und Nordkoreaner | US-Sanktionen gegen Nordkorea nach dem Streichen von Nordkorea von der Liste Staatsterroristischer Staaten, und nach der Ankündigung des nordkoreanischen Nuklearprogramms |
| Obama             | 24. Oktober 2009   | 23. Oktober 2010   | Proclamation 8443                                                             | Erklärung eines Nationalen Notstands mit Bezug auf die Pandemie H1N1 2009/10 (Schweinegrippe) | Vorsorgemaßnahme angesichts der „Schweinegrippe“. Ein Gesundheitsnotstand war bereits im April verhängt worden; die zusätzlichen Maßnahmen im Oktober hoben verschiedene Grundbedingungen für Krankenversicherungen und gesundheitlichen Datenschutz. Der Notstand wurde weder verlängert noch aufgehoben, und lief daher nach Jahresfrist aus. |
| Obama             | 12. April 2010     | ist noch in Kraft  | EO 13536, EO 13620                                                            | Sperrung von Besitz Bestimmter Personen, die zum Konflikt in Somalia Beitragen | US-Sanktionen gegen somalische Piratengruppen |
| Obama             | 25. Februar 2011   | ist noch in Kraft  | EO 13566, EO 13726                                                            | Sperrung von Besitz und Verbot Bestimmter Transaktionen mit Bezug zu Libyen | US-Sanktionen gegen Muammar Gaddafi, seine Regierung und seine Familie beim Ausbruch des Ersten Bürgerkriegs in Libyen. |
| Obama             | 24. Juli 2011      | ist noch in Kraft  | EO 13581, EO 13863                                                            | Sperrung des Besitzes von Transnationalen Kriminellen Organisation | US-Sanktionen gegen vier organisierte Verbrecherbanden: Los Zetas, Brothers’ Circle, Yakuza und Camorra. |
| Obama             | 16. Mai 2012       | ist noch in Kraft  | EO 13611                                                                      | Sperrung von Besitz von Personen, welche Frieden, Sicherheit und Stabilität in Jemen Bedrohen | US-Sanktionen as Reaktion auf Proteste im Jemen 2011 und darauf folgende Unruhen |
| Obama             | 25. Juni 2012      | 26. Mai 2015       | EO 13617, EO 13695                                                            | Sperrung von Regierungsbesitz der Russischen Föderation mit Bezug auf den Verbleib von Hochangereichertem Uranium aus Nuklearwaffen | Aufhebung und Ergänzung der Bestimmungen eines vorherigen Notstands, als gezielte US-Sanktionen gegen Russland |
| Obama             | 6. März 2014       | ist noch in Kraft  | EO 13660, EO 13661, EO 13662, EO 13685                                        | Sperrung von Besitz Bestimmer Personen, die zu der Situation in Ukraine Beitragen | US-Sanktionen gegen Russland nach der Annexion der Krim 2014 |
| Obama             | 3. April 2014      | ist noch in Kraft  | EO 13664                                                                      | Sperrung von Besitz Bestimmter Personen mit Bezug zum Südsudan | US-Sanktionen als Reaktion auf den Bürgerkrieg im Südsudan 2013 bis 2018 |
| Obama             | 12. Mai 2014       | ist noch in Kraft  | EO 13667                                                                      | Sperrung von Besitz Bestimmter Personen, die zu dem Konflikt in der Zentralafrikanischen Republik Beitragen | US-Sanktionen gegen François Bozizé, sowie Regelungen gegen Kindersoldaten im Bürgerkrieg in der Zentralafrikanischen Republik (seit 2012) |
| Obama             | 8. März 2015       | ist noch in Kraft  | EO 13692, EO 13835, EO 13884                                                  | Sperrung von Besitz und Einreiseverbot Bestimmter Personen, die zu der Situation in Venezuela Beitragen | US-Sanktionen gegen sieben hochrangige venezolanische Regierungsangestellte, darunter die Chefs von Geheimdienst, Nationalpolizei und des Staatskonzerns CVG (Minenbetreiber) |
| Obama             | 1. April 2015      | ist noch in Kraft  | EO 13694, EO 13757                                                            | Sperrung von Besitz Bestimmter Personen, die Besonders Hinterhältige Cyberkriminelle Aktivitäten Betreiben | Vorbereitend für US-Sanktionen gegen Cyberkriminalität und Cyber-Terrorismus. Benötigte zwei Jahre Vorlaufzeit. |
| Obama             | 22. November 2015  | 18. November 2021  | EO 13712                                                                      | Sperrung von Besitz Bestimmter Personen, die zur der Situation in Burundi Beitragen | US-Sanktionen gegen vier hochrangige Burunder, darunter Alain Guillaume Bunyoni, als Reaktion auf die Unruhen in Burundi (2015–2018) |

In Arbeit – Notstände der Regierungen Trump und Biden folgen bald

## Weitere Notstandsregelungen
Neben dem nationalen Notstand gibt es weitere Fälle, bei denen in den USA ein Ausnahmezustand verhängt werden kann, welcher die üblicherweise gültigen Regeln außer Kraft setzt: Bei Naturkatastrophen kommen die Regeln des Robert T. Stafford Disaster Relief and Emergency Assistance Act zur Geltung. Bei drohenden Gefahren für die öffentliche Gesundheit greift das Public Health Service Act sowie dessen Novellen und Ergänzungen. Zur Unterstützung des Auslands in Krisenfällen gibt es das Foreign Assistance Act und das Arms Export Control Act. Das Defense Production Act kann Anwendung finden, um rasch verteidigungswichtige Kapazitäten auszubauen, sowie um Preiskontrollen und Zensur einzuführen; dieses letztere bedarf einer engen Zusammenarbeit zwischen Exekutive und Legislative. In keinem dieser vier Fälle ist die Erklärung eines nationalen Notstands nötig oder vorausgesetzt.